# Le Maître et Marguerite (film, 1972)
Pour les articles homonymes, voir Le Maître et Marguerite (homonymie).
Pour plus de détails, voir Fiche technique et Distribution.
Le Maître et Marguerite (serbo-croate : Мајстор и Маргарита, Majstor i Margarita) est un film italo-yougoslave réalisé par Aleksandar Petrović, sorti en 1972.
C'est l'adaptation du roman éponyme de Mikhaïl Boulgakov.

## Synopsis
Un écrivain et son assistant travaillent sur une histoire biblique concernant Ponce Pilate, tandis que le diable et ses démons lieutenants les harcèlent de plusieurs façons.

## Fiche technique
- Titre français : Le Maître et Marguerite
- Titre original serbo-croate : Мајстор и Маргарита, Majstor i Margarita
- Titre italien : Il maestro e Margherita
- Réalisation : Aleksandar Petrović
- Scénario : Aleksandar Petrović et Barbara Alberti d'après Mikhaïl Boulgakov
- Pays de production :  Yougoslavie |  Italie
- Langue de tournage : serbo-croate, italien
- Format : Couleurs - 35 mm - Mono
- Genre : Film dramatique, Film de fantasy, Film d'horreur
- Durée : 95 minutes
- Date de sortie : 1972

## Distribution
- Ugo Tognazzi : Nikolaj Afanasijevic Maksudov 'Maestro'
- Mimsy Farmer : Margareta Nikolajevna
- Alain Cuny : Profesor Woland & Satana
- Bata Živojinović : Korovjev
- Pavle Vujisić : Azazelo
- Fabijan Sovagovic : Berlioz
- Ljuba Tadic : Ponzzije Pilat
- Tasko Nacic : Rimski
- Danilo 'Bata' Stojkovic : Bobov
- Fahro Konjhodzic
- Zlatko Madunic : Oskar Danilovic
- Janez Vrhovec (sr) : Kriticar Latunski

## Récompenses et distinctions
- Mostra de Venise 1972 : Prix du Comité international de diffusion de l'art et des lettres par le cinéma[1]